# Раковица (община, Сербия)
Раковица (серб. Раковица) — община в Сербии, входит в округ Белград.
Население общины составляет 102 702 человека (2007 год), плотность населения составляет 3313 чел./км². Занимаемая площадь — 31 км², из них 38,5 % используется в промышленных целях.
Административный центр общины — город Раковица. Община Раковица состоит из 12 населённых пунктов, средняя площадь населённого пункта — 31,0 км².
Унитарные поселения общины Раковица:
- Видиковац
- Канарево брдо
- Киево
- Кнежевац
- Лабудово брдо
- Миляковац 1
- Миляковац 2
- Миляковац 3
- Петлово брдо
- Раковица
- Ресник
- Скоевское населье

## Статистика населения общины
| Год  | Население, чел. |
| ---- | --------------- |
| 1991 | 96 573          |
| 2001 | 99 060          |
| 2002 | 99 035          |
| 2003 | 99 055          |
| 2004 | 99 758          |
| 2005 | 100 783         |
| 2006 | 101 684         |
| 2007 | 102 702         |